# Metaltech: Earthsiege
Metaltech: Earthsiege è un simulatore di mecha sviluppato da Dynamix e distribuito nel 1994. Questo è il primo della lunga serie Earthsiege, che include Metaltech: Battledrome  e Earthsiege 2 (1994), Starsiege (1999), oltre alle nuove serie di sparatutto in prima persona Starsiege: Tribes (1999), Tribes 2 (2001) e Tribes: Vengeance (2004). Pur trattandosi di un'altra tipologia di videogiochi rispetto ai simulatori di mech Metaltech, presentano collegamenti in fatto di trama, oltre ad essere ambientati nello stesso universo. Da notare inoltre "Starsiege" che viene riportato nel titolo del primo Tribes. Earthsiege ha in comune con la saga MechWarrior gli sviluppatori, Dynamix.
In Earthsiege, i giocatori si trovano all'interno della cabina di pilotaggio di potenti macchine da guerra bipedi, conosciute col nome di HERCULANs (Humaniform-Emulation Roboticized Combat Unit with Leg-Articulated Navigation), o più semplicemente Hercs. Ambientato nel XXV - XXVI secolo, Earthsiege presenta molte armi e veicoli futuristici tecnologicamente avanzati. Earthsiege è ambientato nel Nord America, Sud America, Antartide ed Asia.

## Storia

### Background
Nel 24 novembre 2471, la gara per la creazione di una vera intelligenza artificiale si è conclusa quando la Sentinel Cybertronix ha attivato Project: Prometheus (Progetto: Prometeo). Prometeo era un prototipo, il primo ibrido cybertronico-macchina, conosciuto anche come Cybrid. Incredibilmente intelligente, ha aperto velocemente la strada alla produzione di massa dei Cybrids. Queste nuove macchine, libere da bisogni umani ed estremamente intelligenti ed efficienti, sono state molto utili in vari campi, come l'estrazione mineraria e l'esplorazione spaziale.
Menti militari hanno però un altro tipo d'idea per l'utilizzo dei Crybrids: usarli come piloti che non potevano morire ed incredibilmente veloci nel pensare ed agire, da installare nelle recenti macchine da guerra HERCULAN. I militari hanno preso velocemente il controllo della produzione Cybrid, e fabbriche sparse nel mondo hanno iniziato a costruire rapidamente degli Hercs adatti da usare per i Cybrid. Chi non aveva le risorse per costruire Cybrid, ha iniziato a fare piccole guerre a chi li ha fabbricati.
Man mano che questi conflitti andavano avanti, molti Cybrids entravano nelle battaglie, e la loro efficacia incrementava in modo evidente. Chi controllava i Cybrids, avrebbe controllato il mondo. Le battaglie per il desiderio di possesso dei Cybrids aumentava di volta in volta, finendo in una guerra su scala globale. Furono usate armi nucleari, e la popolazione fu rapidamente devastata.
Mentre gli umani combattevano fra di loro, le IA assistevano agli scontri, facendo i loro calcoli. Sono giunti alla conclusione che gli umani non potevano avere il controllo del destino dei Cybrids, e l'armata Cybrid si rivoltò agli umani in un colpo conosciuto come la Rovesciamento. Impreparati a questo scontro, nelle polveri della guerra nucleare, l'umanità era impotente contro i Cybrids che presero il controllo di ogni base militare, porto spaziale e città.
Tuttavia l'assedio dei Cybrids non fu completo: una piccola base nascosta fu lasciata illesa. Nascosti nella base, un certo numero di sopravvissuti iniziarono a ri-costruire gli Hercs dell'era pre-Cybrid, preparandosi alla battaglia contro l'IA.

### Trama
Sono passati vent'anni dal grande Rovesciamento dei Cybrid. L'umanità esiste ancora, seppur a stento, ma la resistenza aumenta in forza di mano in mano. Usando le tattiche mordi-e-fuggi contro le macchine, i sopravvissuti sono riusciti a sopravvivere e catturare armi ed equipaggiamento dai Cybrids.
Il gioco ha un minimo di 5 campagne da 7 missioni ciascuna, il successo o fallimento di alcune missioni possono innescare alcune missioni secondarie e campagne per fare in modo di recuperare i precedenti fallimenti. In totale si hanno 45 missioni divise in 8 campagne.

## Modalità di gioco
Il gioco consiste nel controllare gli Herc costruiti dalla resistenza umana combattendo contro quelli dei Cybrids. Il mech può essere controllato con la tastiera, un joystick o un joypad, ma comunque alcuni controlli rimangono per forza sulla tastiera. Il mouse invece viene utilizzato per interagire coi vari pulsanti all'interno del cockpit.
Gli Hercs hanno varie armi, come Laser, Missili, Autocannoni ecc. Per difendersi hanno a disposizione degli scudi energetici ricaricabili e piastre di armatura. Se gli scudi vengono annullati dalle armi nemiche, sarà l'armatura ad iniziare a subire danni, e quando questa è ai minimi sindacali, saranno le parti interne a subire danni, fino a rischiare di perdere le armi e le gambe. Quando un Herc perde le gambe, è automaticamente inutilizzabile, e resta giusto un po' di materiale di recupero, come del metallo o le armi rimaste intatte.
Oltre alle battaglie, il giocatore può gestire la sua squadra di Hercs, le armi e le risorse, dalla sua base. Si possono scegliere le armi da montare su ogni Herc e riparare quelli danneggiati, oltre a costruirne di nuovi col metallo ricavato dai mezzi nemici. In più, prima dell'inizio di ogni missione, il giocatore può portare con sé tre compagni di squadra ed assegnargli un Herc a scelta, durante la missione gli si possono impartire ordini di base, come attaccare un bersaglio, stare in difesa ecc. Man mano che i compagni di squadra completano missioni, la loro abilità aumenta così come il loro rango (Rookie, Veteran, Elite...)

## Expansion pack
Nel 1995 è stato pubblicato un expansion-pack con un video d'introduzione. Questa espansione vede l'umanità lottare contro una nuova ondata di Cybrid, 3 mesi dopo la fine del gioco originale. Oltre alle nuove missioni, l'expansion pack ha anche nuove armi e veicoli.

## Armi
- Laser (LAS)

Uno dei sistemi d'arma più comuni per gli Herc, i laser possono danneggiare il bersaglio creando un fascio ben focalizzato di energia. Il raggio di fuoco di un laser è determinato da una certa potenza in fatto di consumo in gigawatt e durata. Arma popolare per via della sua precisione, i laser possono distruggere in modo quasi chirurgico un Herc nemico grazie alla loro precisione.
- Electron Flux Weapon (ELF)

Chiamata anche "fulmine al guinzaglio". In mani esperte, un ELF può letteralmente fare un nemico a pezzi. Una volta attivato, l'ELF emette un raggio continuo di scariche elettrostatiche fino ad un raggio di 20 metri, fin quando il pilota tiene attivo il pulsante di fuoco e finché c'è energia disponibile per l'arma. Quando il raggio entra in contatto con un mezzo nemico, il risultato può risultare spettacolare: l'ELF può far esplodere qualsiasi arma esplosiva installata sul mezzo nemico, se il raggio ci entra in contatto.
- Particle Beam Weapon (PBW)

Chiamato anche "fucile elettromagnetico", il PBW emette un lampo di particelle a velocità relativistica, capace letteralmente di creare un buco nella corazza di un Herc nemico a bruciapelo.
- Electromagnetic Pulse Cannon (EMP)

Un'arma a doppio effetto, l'EMP spara una scarica di plasma concentrato ad alta energia verso il bersaglio, causandogli non solo danni cinetici al punto d'impatto, ma crea anche un campo elettromagnetico contro il bersaglio, drenando energia a scudi ed armi.
- Automatic Cannon (ATC)

Disponibile nei calibri 20 mm, 35 mm e 50 mm, l'autocannon spara proiettili con la punta di tungsteno alla velocità di 2000 colpi al minuto. Veloce e potente quanto basta per penetrare anche le armature più robuste, richiede solo un minimo di energia per funzionare, quest'arma è facile da mantenere ed installare. Pur non essendo la più devastante delle armi disponibili sul campo di battaglia, gli ATC sono un'arma stabile ed affidabile, spesso può essere l'ultima arma disponibile ad un pilota quando il suo Herc sta per essere battuto.
- Electronic Counter Measure Pod (ECM)

Gli ECM pod contengono dispositivi elettronici atti a disabilitare i missili nemici, può essere montato su un Herc dalla schermata degli armamenti. Quando attivo, crea un campo di "disturbo" elettronico intorno al proprio Herc per ridurre le probabilità di venire agganciato dal radar nemico. Le emissioni di un ECM possono inoltre confondere i missili in arrivo ed evitare che un certo bersaglio chiami rinforzi.
- Missile Arrays

Ogni Herc può essere equipaggiato con almeno una batteria di lanciamissili, alcuni possono montare fino a quattro o cinque batterie di missili da portare in battaglia. L'unica differenza consiste nella capacità (dai 6 ai 10 missili). Una volta scelta la batteria bisogna decidere che tipo di missili montarci. Questi cambiano in fatto di raggio d'azione e sistema di acquisizione del bersaglio. Si possono sparare i missili manualmente, ma risultano più precisi usando il loro sistema di acquisizione.
Ecco i tipi di missili presenti:
- SARH (Semi-Active Radar Homing Missiles)
- ARH (Active Radar Homing Missiles)
- ARM (Anti-Radiation Missiles)
- EO (Electro-Optical Missiles)